# Diego López (calciatore 1992)
Diego López (San Salvador de Jujuy, 19 maggio 1992) è un calciatore argentino, difensore del Gimnasia (J).

## Carriera
Ha giocato nella seconda divisione argentina.